# Тенсфельд
Тенсфельд (нем. Tensfeld) — община в Германии, в земле Шлезвиг-Гольштейн. 
Входит в состав района Зегеберг. Подчиняется управлению Борнхёфед.  Население составляет 706 человек (на 31 декабря 2010 года). Занимает площадь 7,64 км².